# 海外宝くじ

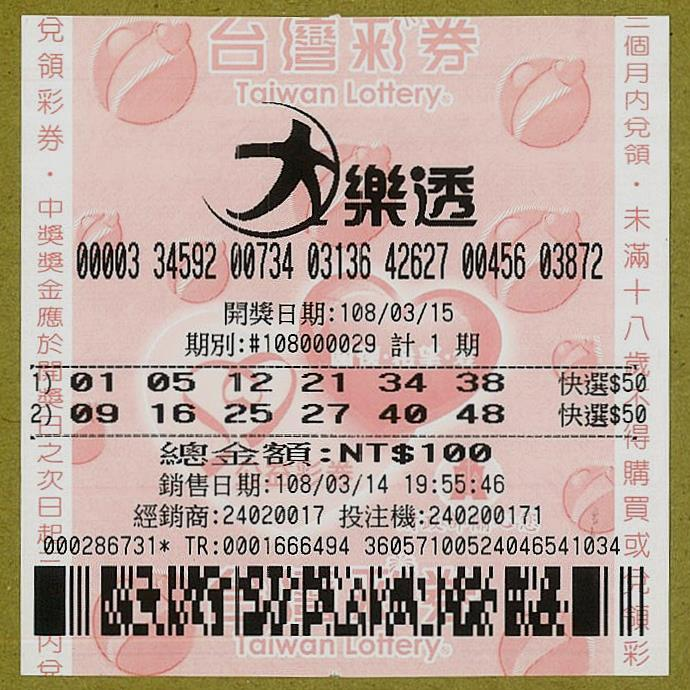
台湾の数字選択（いわゆるロト）宝くじ・大楽透（民国108年＝2019年）

日本における海外宝くじ（かいがい たからくじ）とは、日本国以外で発行されている富くじ（宝くじ）の総称である。外国宝くじともいう。

## 概要
宝くじは日本以外の多くの国においても発行されているが、通信手段の発達と送金手段の多様化により購入代行ビジネスが活発化し、発行国に赴くことなく世界各国の宝くじを購入することが容易となっている。
特に、日本国外の宝くじについては、賞金の上限規定がないことおよび日本の宝くじよりも払い戻し率が高いケースが多いことや、数字選択式のもの（イタリアの「スーパーエナロット」のように日本のロト6よりも数字の組み合わせや範囲が多い）ではキャリーオーバーが積み重なった結果、日本円で数十億円から百億円以上に達する賞金の当選、あるいは当選の可能性が時折報じられている。

## 問題点
一方で、世界各国で発行される宝くじにまつわるネガティブな話題もしばしば報告されている。
上述のように、当選金額が600億円に達するといった破格の高額当選があるため、それによって家庭崩壊など人生を狂わせてしまう当選者も少なくない。 一例として2013年1月、100万ドル（約8,800万円）を当てたインド系アメリカ人のクリーニング店主が1ヶ月後に毒殺されたが、この事件は妻の関与が疑われている。
また、宝くじ当選を謳った偽のメールで詐欺を働く事件も問題となっている。
2017年12月25日、アメリカサウスカロライナ州で、インスタントくじの発券プログラムのエラーにより、500ドルの当選くじが多数発券される事故が発生。当選金の総額が1,960万ドルに及んだため、発売元の州教育宝くじ委員会は当選くじの換金を停止した。

### 日本国内における問題点
海外宝くじを日本国内で購入することは、発行国で合法的に発売されているものであっても一般的に刑法187条（富くじの販売等）の規定に反すると解釈されており、海外業者への購入代行依頼も含めて違法と考えられる。しかし、2017年時点では実際の判例が無く、各利害関係者や関係省庁の判断も断定的ではない。なお、日本国籍保持者や日本に市民権（永住権等）を有する外国人が海外渡航先において当該国内発行の宝くじの購入・賞金の受け取りを完結することは何ら違法性に問われない。

### 海外宝くじ詐欺
海外宝くじに関する、詐欺を手法とする悪徳商法の被害が報告されており、公的機関が注意喚起を行っている。
典型的な手口として、申し込みした覚えのない海外宝くじが「当選した」「当選のチャンスがある」というような内容の郵便物が送付されることがある。しかし、文面では一見無条件の当選を謳っていても実際には何らかの条件を付していることが多く、賞金を得るために別途クレジットカードや定額小為替などで海外宝くじ（ロトなど）の参加費用を支払うことが条件になっている手口である。これは当選商法と呼ばれており、まるで当選したかのように装い「登録料を支払えば賞金が支払われる」と騙って金をだまし取る詐欺の手口である。
こうした郵便物は、送り主、参加申込書の送付先、海外宝くじの発行元、連絡先の電話番号などが同一国のものではないことが多い（摘発を免れようとしているものと考えられる）。
このような話を信用して参加費用を送金しても、実際に賞金を得ることはなく、海外宝くじに参加しているのかも定かではないばかりか、当該の宝くじ自体が存在しない場合さえある。また、賞金ではなく高級外車などの商品が貰えるとするものもある。
クレジットカードを使った場合、海外宝くじに1回だけ参加したつもりであっても、引き落としが止まらなくなることがある。悪質なものになると知らない間に、身に覚えのない高級ブランド品を購買した事になっていたりもするので注意が必要である。アメリカ合衆国では、富裕層の老人が宝くじを口実にジャマイカのリゾート地に誘い出され、金品を奪われて殺害される事例が発生している。
対処法としては、参加申し込みをしないことや、参加申し込みをしてしまった場合でも直ちに中止し参加費用の送金をしない、クレジットカードで支払った場合はカード会社に連絡して引き落としを止めてもらうなどが考えられる。なお、前述のとおり日本国内から海外宝くじを購入することは法律で禁じられている。

## 日本国外の主な宝くじ
- ユーロミリオンズ・ユーロジャックポット：ヨーロッパ
- スーパーエナロット：イタリア
- メガ・ミリオンズ：アメリカ合衆国
- パワーボール：アメリカ合衆国
- ソルテオ・エクストラオルディナリオ・デ・ナビダ：スペイン
- クアクアルー（刮刮楽）：台湾
- メガセナ：ブラジル
- ポックォン（福券）：大韓民国